# 穆罕默德·艾明·拉烏夫帕夏
穆罕默德·艾明·拉烏夫帕夏（土耳其語：Mehmed Emin Rauf Paşa，1780年—1860年），是奥斯曼帝国坦齐马特时期政治家、实业家，曾分别在马哈茂德二世与阿卜杜勒-迈吉德一世统治期间五次出任大维齐尔。